# Madly, il piacere dell'uomo
Madly, il piacere dell'uomo (Madly) è un film del 1970 diretto da Roger Kahane.

## Trama
Julien è un giovane antiquario che vive in un castello colmo di opere d'arte vere e false, trascorrendo il suo tempo tra cavalcate e scorrazzate con l'auto, e soprattutto avventure galanti con compiacenti donne di passaggio. Spregiudicata e moderna, sua moglie Adéle lo asseconda, sapendo che solo in quel modo può mantenere saldo il proprio ménage. Un giorno giunge al castello una mulatta americana, Madly, fotografa di moda: Julien s'innamora della donna che resta al castello, accettata da Adéle come seconda moglie. Per un certo periodo i tre sembrano soddisfatti della situazione, fin quando per alcune incomprensioni Adéle se ne va, seguita qualche tempo dopo da Madly. Rimasto solo Julien trascorre un periodo di acuta depressione, ma la sua infelicità è destinata a durare poco. Troppo innamorate di lui per poterne fare a meno, le due donne tornano al castello per ricominciare il loro anormale ménage.